# Nicolás Sánchez-Albornoz
Nicolás Sánchez-Albornoz y Aboín (Madrid, 1926) és un historiador i professor universitari espanyol. Fill de l'historiador Claudio Sánchez-Albornoz, que s'havia exiliat després de la Guerra Civil. Nicolás va romandre a Madrid i va participar, sent estudiant, en un intent de reconstrucció clandestina de la FUE. Va ser detingut en 1947 per la dictadura franquista i condemnat a treballs forçats. Va escapar en 1948 al costat de Manuel Lamana del Valle de los Caídos amb l'ajuda de l'antropòleg Paco Benet, l'escriptora Barbara Probst Solomon i Barbara Mailer. Va romandre exiliat a l'Argentina durant dècades i va desenvolupar allí gran part de la seva carrera.
Des de 1991 és membre corresponent de la Reial Acadèmia de la Història de Madrid. Va ser el primer director de l'Institut Cervantes (1991-1996). Actualment resideix a Madrid.